# Hedared
Hedared är en tätort i Borås kommun och ligger längs länsväg 180 mellan Borås och Alingsås. 
I orten finns Hedareds stavkyrka.
I orten återfinns även idrottsklubben Hedareds BK.

## Befolkningsutveckling
| Befolkningsutvecklingen i Hedared 1960–2020 | Befolkningsutvecklingen i Hedared 1960–2020 | Befolkningsutvecklingen i Hedared 1960–2020 | Befolkningsutvecklingen i Hedared 1960–2020 | Befolkningsutvecklingen i Hedared 1960–2020 |
| ------------------------------------------- | ------------------------------------------- | ------------------------------------------- | ------------------------------------------- | ------------------------------------------- |
|                                             |                                             |                                             |                                             |                                             |
| År                                          |                                             |                                             | Folkmängd                                   | Areal (ha)                                  |
| 1960                                        | 1960                                        |                                             | 283                                         |                                             |
| 1965                                        | 1965                                        |                                             | 261                                         |                                             |
| 1970                                        | 1970                                        |                                             | 312                                         |                                             |
| 1975                                        | 1975                                        |                                             | 383                                         |                                             |
| 1980                                        | 1980                                        |                                             | 399                                         |                                             |
| 1990                                        | 1990                                        |                                             | 376                                         | 54                                          |
| 1995                                        | 1995                                        |                                             | 432                                         | 56                                          |
| 2000                                        | 2000                                        |                                             | 373                                         | 56                                          |
| 2005                                        | 2005                                        |                                             | 348                                         | 56                                          |
| 2010                                        | 2010                                        |                                             | 353                                         | 56                                          |
| 2015                                        | 2015                                        |                                             | 361                                         | 76                                          |
| 2020                                        | 2020                                        |                                             | 349                                         | 82                                          |
|                                             |                                             |                                             |                                             |                                             |